# Winfried Lampert
Winfried Lampert (ur. 20 września 1941 w Opolu, zm. 6 marca 2021 w Plön) – niemiecki ekolog i zoolog. Specjalista w zagadnieniach z zakresu limnologii i ekofizjologii.

## Życiorys
Winfried Lampert studiował biologię na Uniwersytecie Albrechta i Ludwika we Fryburgu. W 1971 uzyskał doktorat pisząc rozprawę zatytułowaną Untersuchungen zur Systematik, Biologie und Populationsdynamik der Coregonen im Schluchsee, a w 1977 habilitował się w dziedzinie limnologii. Następnie wykładał na Uniwersytecie Johanna Wolfganga Goethego we Frankfurcie nad Menem. W 1980 roku kierował grupą badawczą w Max-Planck-Institut für Limnologie w Plön (kraj związkowy Szlezwik-Holsztyn), będącym częścią Towarzystwa Maxa Plancka.
Lampert był też dyrektorem i kierownikiem Zakładu Ekofizjologii w Instytucie Maxa Plancka w Plön. W 1986 został profesorem nadzwyczajnym na Uniwersytecie Chrystiana Albrechta w Kilonii, w 1996 profesorem honorowym. Profesor emeritus tej uczelni od 2006 roku. Po jego przejściu na emeryturę instytut zmienił nazwę na Max-Planck-Institut für Evolutionsbiologie.

## Badania naukowe

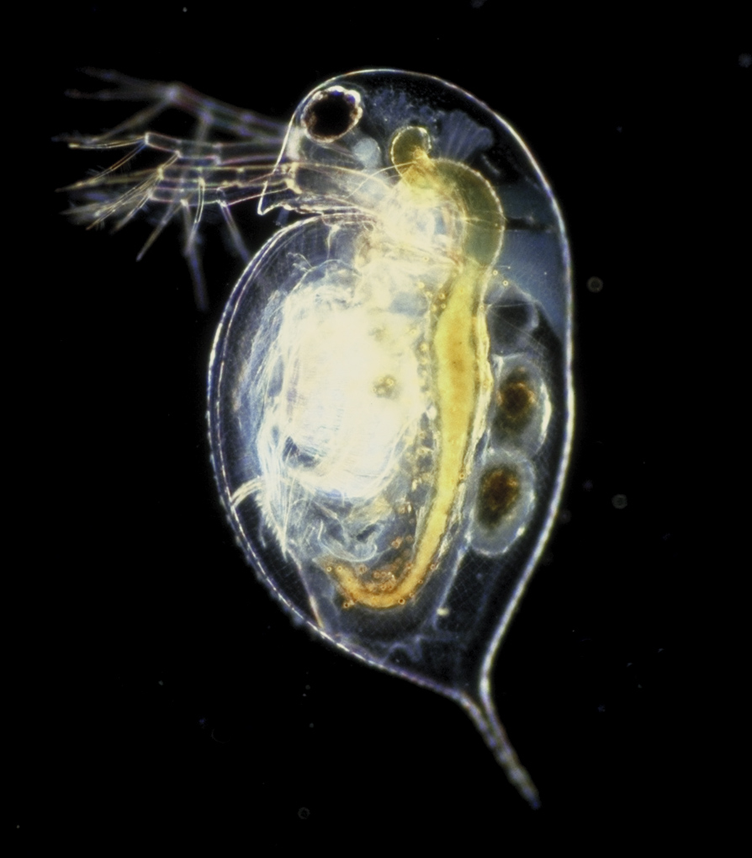
Daphnia pulex

W swoich badaniach Winfried Lampert skoncentrował się przede wszystkim na ekologii wód śródlądowych oraz żyjącego w nich planktonu. Tematem jego rozważań naukowych są związki między gatunkami, zwłaszcza współzawodnictwo i relacje drapieżnik-ofiara. Jako organizm modelowy wykorzystywał głównie wioślarki, badając strukturę ich populacji, strategie obronne (na przykład cyklomorfozę) i plastyczność fenotypową.
Za swoją pracę Lampert otrzymał Medal Naumanna-Thienemanna przyznany mu przez Societas Internationalis Limnologiae w 1995, Ecology Institute Prize in Limnetic Ecology i Medal Winberga Rosyjskiego Towarzystwa Hydrobiologicznego w 2006. W 2012 roku otrzymał nagrodę A.C. Redfield Lifetime Achievement Award od Association for the Sciences of Limnology and Oceanography. Od 2005 roku był również członkiem zagranicznym Wydziału Nauk Biologicznych i Rolniczych Polskiej Akademii Nauk.